# ヴィオレタ・ストラマトゥラル
ヴィオレタ・ストラマトゥラル(Violeta Strămăturaru、1988年5月5日 - )は、ルーマニアのプラホヴァ県シナヤ出身のリュージュ選手。2001年にデビューしている。姉のラルカ・ストラマトゥラルも同じくリュージュ選手。
2008-09年のシーズンのリュージュ・ワールドカップでは女子個人で32位になっている。2010年バンクーバーオリンピックには姉とともに代表に選ばれた。2月11日に行われた公式練習でそりから落ちた衝撃で意識不明に陥って病院に運ばれているが、重症ではなく予定通り競技に出場することを表明した。このバンクーバーオリンピックで使われるコースはスタートからゴールまでの高低差が世界一の152メートルあるスピードが出やすく危険なコースで、12日にはイタリアのアルミン・ツェゲラーがコースの壁に激突したり、グルジアのノダル・クマリタシビリがコース外へと飛び出して死亡する事故が起きている。
結局バンクーバーオリンピックでの出場はなかった。